# Campeonato Carioca de Futebol de 2015
O Campeonato Guaraviton Carioca de Futebol de 2015 (também conhecido como Cariocão Guaraviton 2015 por questões de patrocínio) foi a 118.ª edição da principal divisão do futebol no Rio de Janeiro. A disputa foi organizada pela Federação de Futebol do Estado do Rio de Janeiro (FERJ). Os quatro primeiros colocados disputaram a Copa do Brasil de 2016.
Assim como a edição anterior, esta edição foi disputada em turno único, em três fases: fase classificatória (Taça Guanabara), semifinal e final. As equipes fizeram parte de um grupo único, jogando no sistema de todos contra todos em 15 rodadas, classificando-se para as semifinais as quatro primeiras colocadas.
No ano de 2015, o troféu de campeão do torneio recebeu o título de "Troféu Tupi 80 Anos", em comemoração ao aniversário da emissora de rádio carioca.

## Critérios de desempate
Para o desempate entre duas ou mais equipes segue-se a ordem definida abaixo:
1. Número de vitórias
2. Saldo de gols
3. Gols marcados
4. Confronto direto
5. Número de cartões amarelos e vermelhos
6. Sorteio

## Participantes
| Equipe           | Cidade          | Em 2014       | Estádio             | Capacidade | Títulos             |
| Bangu            | Rio de Janeiro  | 10.º          | Moça Bonita         | 9 564      | 2 (último em 1966)  |
| Barra Mansa      | Barra Mansa     | 1.º (Série B) | Leão do Sul[a]      | 5 000      | 0 (não possui)      |
| Boavista-RJ      | Saquarema       | 5.º           | Eucyr Resende       | 6 000      | 0 (não possui)      |
| Bonsucesso       | Rio de Janeiro  | 13.º          | Leônidas da Silva   | 13 000     | 0 (não possui)      |
| Botafogo         | Rio de Janeiro  | 9.º           | Nilton Santos       | 23 668[b]  | 20 (último em 2013) |
| Cabofriense      | Cabo Frio       | 4.º           | Correão             | 4 200      | 0 (não possui)      |
| Flamengo         | Rio de Janeiro  | 1.º           | Maracanã            | 78 838     | 33 (último em 2014) |
| Fluminense       | Rio de Janeiro  | 3.º           | Maracanã            | 78 838     | 31 (último em 2012) |
| Friburguense     | Nova Friburgo   | 6.º           | Eduardo Guinle      | 6 550      | 0 (não possui)      |
| Macaé            | Macaé           | 7.º           | Moacyrzão           | 16 000     | 0 (não possui)      |
| Madureira        | Rio de Janeiro  | 12.º          | Conselheiro Galvão  | 5 062      | 0 (não possui)      |
| Nova Iguaçu      | Nova Iguaçu     | 8º            | Laranjão            | 1 810      | 0 (não possui)      |
| Resende          | Resende         | 14.º          | Trabalhador[a]      | 4 600      | 0 (não possui)      |
| Tigres do Brasil | Duque de Caxias | 2.º (Série B) | Los Larios          | 8 000      | 0 (não possui)      |
| Vasco da Gama    | Rio de Janeiro  | 2.º           | São Januário        | 24 584     | 22 (último em 2003) |
| Volta Redonda    | Volta Redonda   | 11.º          | Raulino de Oliveira | 20 255     | 0 (não possui)      |

- A. ^ Não estão aptos a receber partidas envolvendo Botafogo, Flamengo, Fluminense e Vasco da Gama
- B. ^ Por causa de obras de restruturação, o Estádio Nilton Santos teve sua capacidade reduzida temporariamente[4]

## Fase classificatória (Taça Guanabara)

### Confrontos
Para ler a tabela, a linha horizontal representa os jogos da equipe como mandante. A coluna vertical indica os jogos da equipe como visitante. A tabela da competição foi divulgada pela FERJ, em 26 de agosto de 2014.
|                  | BAN | BMA | BVT | BON | BOT | CAB | FLA | FLU | FRI | MAC | MAD | NVG | RES | TIG | VAS | VOL |
| ---------------- | --- | --- | --- | --- | --- | --- | --- | --- | --- | --- | --- | --- | --- | --- | --- | --- |
| Bangu            | —   | 2–1 | 4–2 |     | 0–3 | 3–0 |     |     |     |     | 1–1 |     | 1–3 | 1–0 |     |     |
| Barra Mansa      |     | —   |     |     | 1–1 | 2–2 |     |     | 1–2 |     | 0–1 | 2–1 | 1–1 |     |     | 0–1 |
| Boavista-RJ      |     | 3–1 | —   |     |     | 1–1 |     | 0–3 | 1–1 |     |     | 0–0 |     | 2–2 | 1–2 | 0–0 |
| Bonsucesso       | 0–2 | 0–0 | 4–0 | —   |     |     | 0–2 |     |     | 1–1 |     |     |     |     | 0–1 | 0–1 |
| Botafogo         |     |     | 1–0 | 4–0 | —   |     | 1–0 |     |     | 1–0 | 4–1 | 2–1 | 3–0 | 3–0 |     |     |
| Cabofriense      |     |     |     | 2–1 | 0–1 | —   |     |     | 3–0 |     | 0–3 | 0–0 | 2–0 |     | 0–2 | 1–3 |
| Flamengo         | 2–1 | 4–0 | 2–0 |     |     | 5–1 | —   | 3–0 | 2–0 |     |     |     |     |     | 2–1 | 2–1 |
| Fluminense       | 2–1 | 4–2 |     | 3–0 | 3–1 | 3–0 |     | —   | 2–1 |     |     |     |     | 1–1 | 0–1 |     |
| Friburguense     | 1–1 |     |     | 0–0 | 0–3 |     |     |     | —   | 1–1 | 1–2 |     |     | 3–0 | 5–4 | 1–1 |
| Macaé            | 1–1 | 3–1 | 1–0 |     |     | 2–1 | 1–1 | 1–0 |     | —   |     | 2–1 |     | 1–0 |     |     |
| Madureira        |     |     | 1–0 | 1–1 |     |     | 1–1 | 1–2 |     | 1–0 | —   | 4–0 | 3–0 |     |     |     |
| Nova Iguaçu      | 2–3 |     |     | 0–1 |     |     | 0–0 | 1–4 | 1–0 |     |     | —   | 0–0 |     |     | 1–2 |
| Resende          |     |     | 4–2 | 1–0 |     |     | 1–2 | 0–1 | 2–0 | 2–2 |     |     | —   | 1–1 |     |     |
| Tigres do Brasil |     | 1–1 |     | 0–0 |     | 1–0 | 1–3 |     |     |     | 0–3 | 1–1 |     | —   | 1–1 |     |
| Vasco da Gama    | 2–0 | 1–1 |     |     | 1–1 |     |     |     |     | 3–0 | 2–0 | 5–1 | 1–0 |     | —   | 4–1 |
| Volta Redonda    | 1–1 |     |     |     | 2–2 |     |     | 2–1 |     | 0–1 | 0–3 |     | 4–3 | 1–1 |     | —   |

| Vitória do mandante Vitória do visitante Empate | Em vermelho, os jogos da próxima rodada Em negrito, os jogos "clássicos" |  |

### Classificação
| Pos | Equipe           | PG | J  | V  | E | D | GP | GS | SG  | Classificação                                        |
| --- | ---------------- | -- | -- | -- | - | - | -- | -- | --- | ---------------------------------------------------- |
| 1   | Botafogo         | 36 | 15 | 11 | 3 | 1 | 31 | 9  | +22 | Campeão da Taça GB e classificado para as semifinais |
| 2   | Flamengo         | 36 | 15 | 11 | 3 | 1 | 31 | 9  | +22 | Classificados para as semifinais                     |
| 3   | Vasco da Gama    | 33 | 15 | 10 | 3 | 2 | 31 | 13 | +18 | Classificados para as semifinais                     |
| 4   | Fluminense       | 31 | 15 | 10 | 1 | 4 | 29 | 15 | +14 | Classificados para as semifinais                     |
| 5   | Madureira        | 30 | 15 | 9  | 3 | 3 | 26 | 12 | +14 |                                                      |
| 6   | Macaé            | 26 | 15 | 7  | 5 | 3 | 17 | 14 | +3  |                                                      |
| 7   | Volta Redonda    | 23 | 15 | 6  | 5 | 4 | 20 | 21 | –1  |                                                      |
| 8   | Bangu            | 22 | 15 | 6  | 4 | 5 | 22 | 21 | +1  |                                                      |
| 9   | Resende          | 16 | 15 | 4  | 4 | 7 | 18 | 23 | –5  |                                                      |
| 10  | Friburguense     | 14 | 15 | 3  | 5 | 7 | 16 | 24 | –8  |                                                      |
| 11  | Cabofriense      | 12 | 15 | 3  | 3 | 9 | 13 | 27 | –14 |                                                      |
| 12  | Bonsucesso       | 11 | 15 | 2  | 5 | 8 | 8  | 18 | –10 |                                                      |
| 13  | Tigres do Brasil | 11 | 15 | 1  | 8 | 6 | 10 | 22 | –12 |                                                      |
| 14  | Boavista-RJ      | 8  | 15 | 1  | 5 | 9 | 12 | 27 | –15 |                                                      |
| 15  | Nova Iguaçu      | 8  | 15 | 1  | 5 | 9 | 10 | 26 | –16 |                                                      |
| 16  | Barra Mansa[Pun] | –6 | 15 | 1  | 6 | 8 | 14 | 27 | –13 |                                                      |

### Desempenho por rodada
Clubes que lideraram o campeonato ao final de cada rodada:
| 1   | 2   | 3   | 4   | 5   | 6   | 7   | 8   | 9   | 10  | 11  | 12  | 13  | 14  | 15  |
| VAS | FLU | FLU | FLU | FLA | BOT | BOT | VAS | VAS | VAS | BOT | BOT | FLA | FLA | BOT |

Clubes que ficaram na última posição do campeonato ao final de cada rodada:
| 1   | 2   | 3   | 4   | 5   | 6   | 7   | 8   | 9   | 10  | 11  | 12  | 13  | 14  | 15  |
| CAB | BMA | BON | CAB | BVT | BVT | NVG | NVG | NVG | NVG | NVG | NVG | BVT | NVG | BMA |

### Premiação
| Taça Guanabara de 2015        |
| Rio de Janeiro                |
| ----------------------------- |
| BOTAFOGO Campeão (8.º título) |

## Torneio Super Clássicos
O Torneio Super Clássicos foi disputado entre os quatro grandes clubes do Campeonato e contabilizadas apenas as partidas entre eles durante a Taça Guanabara e excluindo-se, caso ocorressem, as partidas semifinais e finais.
| Pos | Equipe        | PG | J | V | E | D | GP | GS | SG |
| --- | ------------- | -- | - | - | - | - | -- | -- | -- |
| 1   | Flamengo      | 6  | 3 | 2 | 0 | 1 | 5  | 2  | +3 |
| 2   | Vasco da Gama | 4  | 3 | 1 | 1 | 1 | 3  | 3  | 0  |
| 3   | Botafogo      | 4  | 3 | 1 | 1 | 1 | 3  | 4  | –1 |
| 4   | Fluminense    | 3  | 3 | 1 | 0 | 2 | 3  | 5  | –2 |

### Premiação
| Torneio Super Clássicos de 2015  |
| Rio de Janeiro                   |
| -------------------------------- |
| FLAMENGO Tricampeão (3.º título) |

## Taça Rio
A Taça Rio foi disputada entre as demais equipes e contabilizadas as partidas que não envolviam a participação dos quatro grandes clubes do Campeonato durante o turno único, excluindo-se, caso ocorressem, as partidas semifinais e finais do turno.
Em 25 de março, na 12.ª rodada, o Madureira conquistou o título da Taça Rio de 2015 — seu segundo título da Taça — ao empatar em 1–1 com o Bonsucesso.
A classificação final:
| Pos | Equipe           | PG | J  | V | E | D | GP | GS | SG  |
| --- | ---------------- | -- | -- | - | - | - | -- | -- | --- |
| 1   | Madureira        | 29 | 11 | 9 | 2 | 0 | 23 | 3  | +20 |
| 2   | Bangu            | 22 | 11 | 6 | 4 | 1 | 20 | 12 | +8  |
| 3   | Macaé            | 22 | 11 | 6 | 4 | 1 | 15 | 9  | +6  |
| 4   | Volta Redonda    | 19 | 11 | 5 | 4 | 2 | 14 | 12 | +2  |
| 5   | Resende          | 16 | 11 | 4 | 4 | 3 | 17 | 16 | +1  |
| 6   | Cabofriense      | 12 | 11 | 3 | 3 | 5 | 12 | 16 | –4  |
| 7   | Friburguense     | 11 | 11 | 2 | 5 | 4 | 10 | 13 | –3  |
| 8   | Bonsucesso       | 11 | 11 | 2 | 5 | 4 | 8  | 8  | 0   |
| 9   | Tigres do Brasil | 9  | 11 | 1 | 6 | 4 | 7  | 14 | –7  |
| 10  | Boavista-RJ      | 8  | 11 | 1 | 5 | 5 | 11 | 19 | –8  |
| 11  | Nova Iguaçu      | 7  | 11 | 1 | 4 | 6 | 7  | 15 | –8  |
| 12  | Barra Mansa[Pun] | –2 | 11 | 1 | 4 | 6 | 10 | 17 | –7  |

### Premiação
| Taça Rio de 2015               |
| Rio de Janeiro                 |
| ------------------------------ |
| MADUREIRA Campeão (2.º título) |

## Fase final
Em itálico, as equipes que jogaram pelo empate, por ter melhor campanha na fase de grupos (1º e 2º colocados).
|  | Semifinais     | Semifinais | Semifinais | Semifinais |   |               | Final | Final | Final | Final |
|  |                |            |            |            |   |               |       |       |       |       |
|  | Vasco da Gama  | 0          | 1          | 1          |   |               |       |       |       |       |
|  | Flamengo       | 0          | 0          | 0          |   |               |       |       |       |       |
|  | Flamengo       | 0          | 0          | 0          |   | Vasco da Gama | 1     | 2     | 3     |       |
|  |                |            |            |            |   | Vasco da Gama | 1     | 2     | 3     |       |
|  |                | Botafogo   | 0          | 1          | 1 |               |       |       |       |       |
|  | Fluminense     | Botafogo   | 0          | 1          | 1 | 2             | 1     | 3 (8) |       |       |
|  | Fluminense     |            |            |            |   | 2             | 1     | 3 (8) |       |       |
|  | Botafogo (pen) | 1          | 2          | 3 (9)      |   |               |       |       |       |       |

### Semifinais
Partidas de ida
| 11 de abril | Fluminense           | 2 – 1     | Botafogo         | Estádio do Maracanã, Rio de Janeiro                   |
| 18:30       | Fred 41', 74' (pen.) | Relatório | 85' Willian Arão | Público: 14 424 Árbitro: RJ Leonardo Garcia Cavaleiro |

| Fluminense | Botafogo |

| 12 de abril | Vasco da Gama | 0 – 0     | Flamengo | Estádio do Maracanã, Rio de Janeiro                |
| 16:00       |               | Relatório |          | Público: 21 289 Árbitro: RJ João Batista de Arruda |

| Vasco | Flamengo |

Partidas de volta
| 18 de abril | Botafogo                | 2 – 1     | Fluminense      | Estádio Nilton Santos, Rio de Janeiro        |
| 18:30       | Fernandes 5' · Bill 22' | Relatório | 43' (pen.) Jean | Público: 13 958 Árbitro: RJ Péricles Bassols |

| |       | Penalidades                                                                                |  |
| Marcelo Mattos Gegê Gilberto Thiago Carleto Diego Giaretta Renan Fonseca Jobson Bill Luís Ricardo Willian Arão Renan | 9 – 8 | Kenedy Jean Gerson Renato Marlone Gum Marlon Edson Robert Wellington Silva Diego Cavalieri |  |

| Botafogo | Fluminense |

| 19 de abril | Flamengo | 0 – 1     | Vasco da Gama       | Estádio do Maracanã, Rio de Janeiro             |
| 16:00       |          | Relatório | 61' (pen.) Gilberto | Público: 48 221 Árbitro: RJ Rodrigo Nunes de Sá |

| Flamengo | Vasco |

### Finais
Partida de ida
| 26 de abril | Vasco da Gama      | 1 – 0     | Botafogo | Estádio do Maracanã, Rio de Janeiro                   |
| 16:00       | Rafael Silva 90+1' | Relatório |          | Público: 39 379 Árbitro: RJ Luis Antonio Silva Santos |

| Vasco | Botafogo |

Partida de volta
| 3 de maio | Botafogo         | 1 – 2     | Vasco da Gama                     | Estádio do Maracanã, Rio de Janeiro                        |
| 16:00     | Diego Jardel 74' | Relatório | 45' Rafael Silva · 90+2' Gilberto | Público: 58 446 Árbitro: RJ Wagner do Nascimento Magalhães |

| Botafogo | Vasco |

## Premiação
| Campeonato Carioca de 2015          |
| Rio de Janeiro                      |
| ----------------------------------- |
| VASCO DA GAMA Campeão (23.º título) |

| Troféu Tupi 80 Anos                |
| Rio de Janeiro                     |
| ---------------------------------- |
| VASCO DA GAMA Campeão (1.º título) |